# Xã Shelbyville, Quận Shelby, Illinois
Xã Shelbyville (tiếng Anh: Shelbyville Township) là một xã thuộc quận Shelby, tiểu bang Illinois, Hoa Kỳ. Năm 2010, dân số của xã này là 4.739 người.